# Napoleon (Indiana)
Napoleon is een plaats (town) in de Amerikaanse staat Indiana, en valt bestuurlijk gezien onder Ripley County. Napoleon werd gesticht in 1820. De plaats werd zo genoemd ter ere van of Napoleon Bonaparte (1769–1821), de voormalige keizer van Frankrijk.

## Demografie
Bij de volkstelling in 2000 werd het aantal inwoners vastgesteld op 238.
In 2006 is het aantal inwoners door het United States Census Bureau geschat op 234, een daling van 4 (-1,7%).

## Geografie
Volgens het United States Census Bureau beslaat de plaats een oppervlakte van
0,5 km², geheel bestaande uit land.

## Plaatsen in de nabije omgeving
De onderstaande figuur toont nabijgelegen plaatsen in een straal van 16 km rond Napoleon.